# Christian Kjellvander

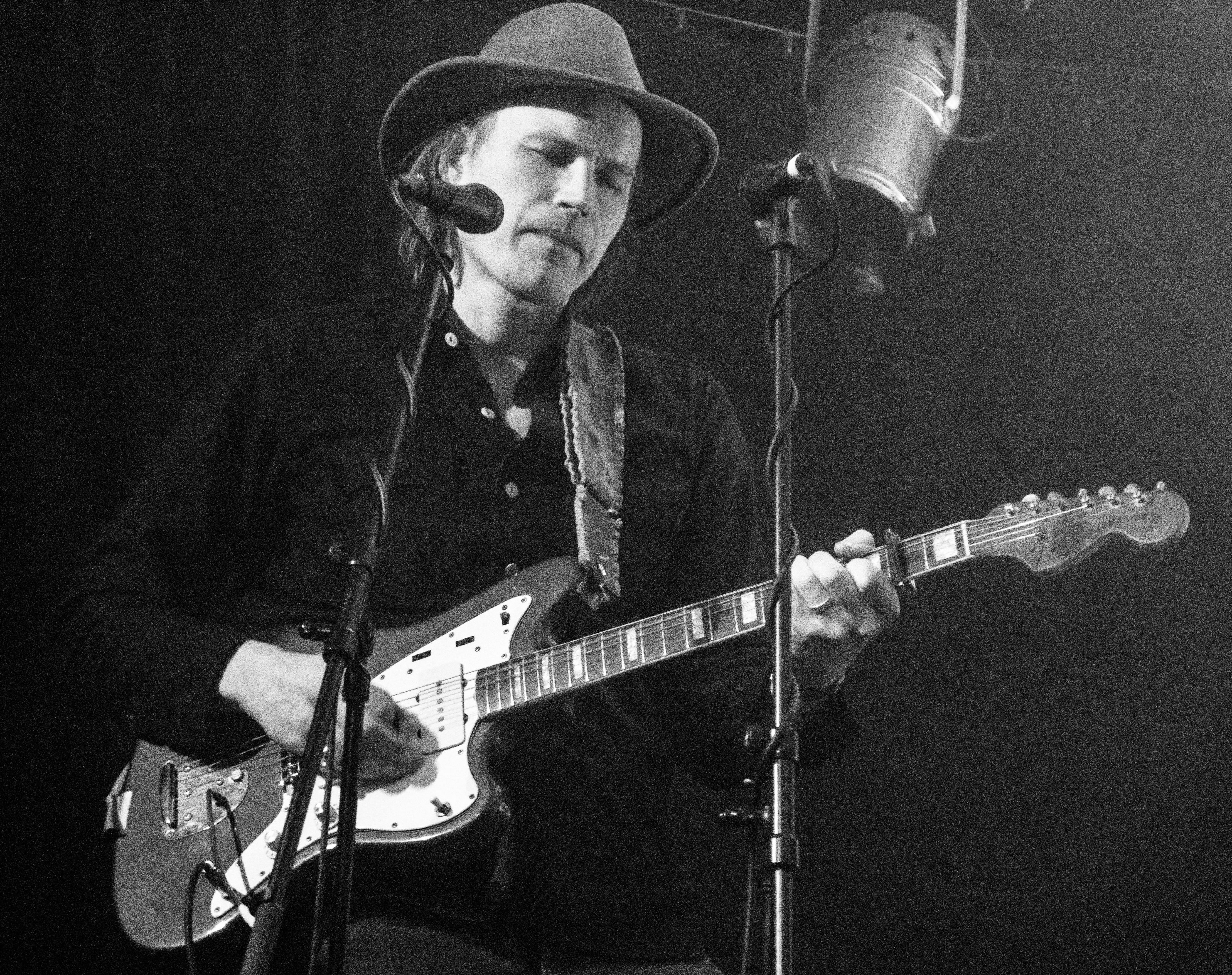
Christian Kjellvander (maart 2017,:de:Vöcklabruck

Christian Kjellvander (1976) is een Zweeds zanger en songwriter.
Kjellvander groeide op in de Verenigde Staten en verhuisde op latere leeftijd terug naar Zweden. Op zijn eerste soloalbum (daarvoor speelde Kjellvander in de band Loosegoats) 'Songs From A Two Room Chapel' zijn de invloeden van beide landen te horen.
In 2006 toerde Kjellvander met Lloyd Cole en Dirk Darmstaedter door Duitsland.

## Discografie
- Songs From A Two-Room Chapel (2002)
- Faya (2005)
- I Saw Her From Here/I Saw Here From Her (2007)
- The Rough And Rynge (2010)